# Caio Cambalhota
José Carlos da Silva Lemos, centroavante, conhecido como Caio e também Caio Cambalhota, (Niterói, 11 de Setembro de 1949) é um ex-futebolista brasileiro que atuava como atacante.
Caio Cambalhota era irmão de Luisinho "Tombo" Lemos e de César Maluco, outros centroavantes que fizeram história no futebol brasileiro. Iniciou a carreira nas categorias de base do Botafogo, em 1967.
Sua carreira profissional, iniciou no Flamengo em 1971, ao todo, defendeu 17 clubes, parou de jogar em 1989, quando defendeu o Rio Branco.

## Títulos
Botafogo
- Campeonato Brasileiro: 1968
- Campeonato Carioca: 1967,1968
- Taça Guanabara: 1967, 1968
- Torneio Inicio: 1967
- Pequena Taça do Mundo: 1967, 1968
- Torneio Hexagonal do México: 1968

Flamengo
- Campeonato Carioca:1972
- Taça Guanabara: 1970, 1972, 1973
- Torneio do Povo: 1972
- Torneio Internacional de Verão do Rio de Janeiro: 1970, 1972
- Torneio Governador Leonino Caiado: 1975
- Torneio da Uva: 1975
- Troféu Marechal Mendes de Morais: 1970
- Campeonato Carioca Aspirante: 1970
- Troféu Ary Barroso: 1970
- Troféu Pedro Pedrossian: 1971
- Taça Presidente Medici: 1971
- Troféu Ponto Frio Bonzão: 1971
- Troféu Sesquicentenário de Independência do Brasil:1972
- Taça Cidade do Rio de Janeiro: 1973
- Taça Dr.Manoel dos Reis e Silva: 1973
- Taça 23ª Aniversario da Rede Tupi de Televisão: 1973
- 400 Anos da Cidade Niterói: 1973
- Taça João Havelange: 1975
- Taça Jubileu de Prata da Rede Tupi de Televisão: 1975
- Taça Jose João Altafini "Mazzola": 1975

America-RJ
- Taça Guanabara:1974

Braga-Portugal
- Taça da FPF:1976-1977

Atlético-MG
- Copa dos Campeões do Brasil: 1978
- Campeonato Mineiro: 1978
- Troféu Cidade de Vigo: 1977
- Torneio Governador Aureliano Chaves: 1977

Bahia
- Campeonato Baiano:1979
- Torneio Início da Bahia:1979

Tupi
- Campeão do Interior de Minas Gerais: 1987

Tiradentes-DF
- Campeonato Brasiliense: 1988